# エマ (ハワイ王妃)

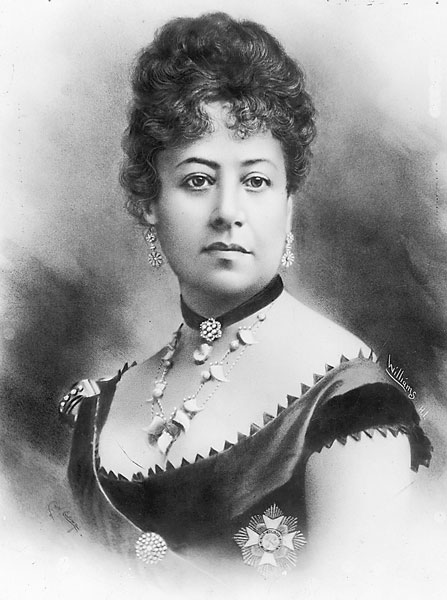
エマ王妃

エマ（英語: Queen Emma of Hawaii、1836年1月2日 - 1885年4月25日）は、ハワイ王国の国王カメハメハ4世の妻。1856年から1863年に夫が亡くなるまで王妃であった。彼女は後に王位継承候補として立候補したが、カラカウア王が選出された。

## 生涯
エマは1836年1月2日にホノルルで生まれ、しばしばエマ・ラニ（「ロイヤル・エマ」）と呼ばれた。父親は大酋長ジョージ・ナエア (George Naʻea) であり、母親はファニー・ケケラオカラニ・ヤング (Fanny Kekelaokalani Young) であった。教育はアメリカの宣教師たちが建てた王立学校 (Royal School) で受け、1856年カメハメハ4世（本名：リホリホ、在位：1855 - 1863年）と結婚した。
エマ王妃には数々の功績があり、まず宗教に関して、イングランド教会（聖公会）を1862年10月にハワイに招いてハワイ教会 (Church of Hawaii) を建て、リホリホと共に洗礼を受け、翌月堅信を受けた。その後、ハワイ教会は米国聖公会ハワイ教区となり、米国聖公会では11月28日を「リホリホとエマの聖名祝日」としている。また自ら寄付を募り、セントアンドリューズ大聖堂の基礎を築いた。
教育方面では、聖アンドリューズ女子学校 (St. Andrew's Priory School) を建て、イオラニ学校 (Iolani School) の基礎を築いたりした。また、衛生方面ではクイーンズ病院 (The Queen's Medical Center) を設立するなどした。この病院は、現在でもハワイ州最大の市立病院である。
リホリホ亡き後、エマは1874年にハワイ国王の選挙に王位継承候補として立候補したが、カラカウア王が選出された。
エマはイギリスのヴィクトリア女王とも親しく、互いに親書を何度も交わしている。1885年4月25日、エマはホノルルで亡くなった。
エマ王妃はヌウアヌパリ・ルックアウトに向かう丘の上にある、このホノルル港を見渡せる館に住んでいた。この館は現在も「エマ王妃夏の離宮」（Hānaiakamalama）として一般に公開されている。